# يوشيو ساكاموتو
يوشيو ساكاموتو (باليابانية: 坂本賀勇؛ بالكانا: さかもと よしお) هو منتج ألعاب فيديو وعالم حاسوب ياباني، ولد في 23 يوليو 1959.